# Макије (Перуђа)
Макије је насеље у Италији у округу Перуђа, региону Умбрија.
Према процени из 2011. у насељу је живело 840 становника. Насеље се налази на надморској висини од 263 м.